# Política de Malasia
La política de Malasia se desarrolla en el marco de una monarquía constitucional democrática representativa federal, en la que el Yang di-Pertuan Agong es el jefe de Estado y el primer ministro es el jefe de Gobierno. El poder ejecutivo es ejercido por el gobierno federal y los 13 gobiernos de los estados. El poder legislativo recae en el Parlamento federal y las 13 Asambleas Estatales. El poder judicial es independiente del ejecutivo y del legislativo, aunque el ejecutivo mantiene cierto grado de influencia en el nombramiento de jueces.
La Constitución de Malasia está codificada y el sistema de gobierno se basa en el sistema de Westminster. La jerarquía de autoridad en Malasia, según la Constitución Federal, establece que el gobierno malayo se compone de tres poderes: ejecutivo, judicial y legislativo. El parlamento está formado por la Dewan Negara (Senado) y la Dewan Rakyat (Cámara de Representantes).
Malasia ha tenido un sistema multipartidista desde la primera elección directa del Consejo Legislativo Federal de la Federación Malaya en 1955, basada en el sistema de escrutinio mayoritario uninominal. El partido gobernante fue la Parti Perikatan (Partido de la Alianza) y, desde 1973, su sucesor, la coalición Barisan Nasional (BN; Frente Nacional). Junto con su predecesor, el gobierno de Barisan Nasional gobernó durante 61 años, siendo uno de los gobiernos más longevos del mundo hasta que perdió el poder frente a la coalición Pakatan Harapan en las 14.ª elecciones generales celebradas el 9 de mayo de 2018. Tras la crisis política de 2020-2022, el gobierno del Perikatan Nasional estuvo en el poder desde el 1 de marzo de 2020 hasta el 17 de agosto de 2021, cuando el Barisan Nasional retiró su apoyo y abandonó la coalición.
Como resultado de las elecciones generales de 2022, se eligió un parlamento sin mayoría clara. Anwar Ibrahim de la coalición Pakatan Harapan fue nombrado primer ministro para liderar el gobierno de coalición conocido como el Gobierno de Unidad, compuesto por otras coaliciones políticas como Barisan Nasional, Gabungan Parti Sarawak, Gabungan Rakyat Sabah y varios partidos políticos e independientes. Perikatan Nasional, como la única coalición no incluida en el Gobierno de Unidad, actúa como la oposición.
La Malaysian United Democratic Alliance (MUDA; Alianza Democrática Unida de Malasia), representada por Syed Saddiq en la Dewan Rakyat, retiró su apoyo al gobierno y se unió a la oposición desde el 10 de septiembre de 2023 debido a la abosolución sin condonación (DNAA  siglas en inglés de Discharge Not Amounting to Acquital) otorgada al vice primer ministro Ahmad Zahid Hamidi.
Aunque la política malasia ha sido relativamente estable, los críticos señalan que «el Gobierno, el partido gobernante y la administración están entrelazados con pocas fuerzas de contrapeso». Sin embargo, desde las elecciones federales del 8 de marzo de 2008, la cobertura mediática sobre la política del país ha aumentado notablemente.  La Economist Intelligence Unit clasificó a Malasia como una democracia defectuosa en 2016.
Tras las 14.ª elecciones federales, el nuevo Gobierno de Malasia, la coalición Pakatan Harapan, prometió mayor libertad de prensa. Sin embargo, Malasia fue finalista como país del año del semanario The Economist en 2018 debido a la transferencia pacífica de poder después de las elecciones.

## Historia

### Primeros desarrollos
Los primeros movimientos políticos organizados en Malasia se estructuraron en torno a grupos regionales y étnicos, en lugar de partidos políticos en el sentido moderno. Generalmente, eran alianzas poco estructuradas de grupos e individuos interesados principalmente en el bienestar social, el progreso social y la reforma religiosa entre las comunidades musulmanas malayas, similares a los grupos de interés y las organizaciones de la sociedad civil actuales.

#### Reformadores religiosos
Los reformadores religiosos jugaron un papel importante en el desarrollo y difusión de ideas a través de revistas y periódicos como al-Imam, publicado en Singapur por Tahir Jalaluddin entre 1906 y 1908, y al-Munir, publicado en Penang por Abdullah Ahmad entre 1911 y 1916. Estas publicaciones estuvieron influenciadas principalmente por la revista de reforma islámica egipcia, al-Manar, publicada en El Cairo por Rashid Rida entre 1898 y 1936. Aunque estas publicaciones se centraban principalmente en la religión islámica, también abordaban extensamente las condiciones sociales, políticas y económicas de los malayos.
Uno de los primeros movimientos fue la Persekutuan Pengharapan Belia (Sociedad Nueva Esperanza) establecida en Johor Bahru en 1916. El 14 de septiembre de 1923, se creó un movimiento en la Universidad de al-Azhar en El Cairo (Egipto) por estudiantes de Malasia Británica y las Indias Orientales Neerlandesas conocido como Al-Jam'iyah Al-Khairiyah lit-tholabah Al-Azhariyah Al-Jawiyah (rebautizado en 1937 como Perhimpunan Indonesia Malaya; PERPINDOM o Convención Indonesia Malaya). Compuesto principalmente por estudiantes influenciados por el movimiento de los Jóvenes Turcos y más tarde por los Hermanos Musulmanes, el movimiento fomentó el discurso político y religioso intencional a través de publicaciones periódicas como Seruan Al-Azhar y Pilehan Timur de Osman Abdullah.

#### Sindicatos de maestros
El Colegio de Formación Sultan Idris para maestros malayos en Tanjung Malim fue un terreno fértil para el intercambio de ideas. La creación de la Persatuan Guru-guru Melayu Selangor (Asociación de Maestros Malayos de Selangor) en 1921 por Muhammad Yusof abrió el camino para organizaciones similares en los otros Estados Malayos Federados y se publicó una revista conocida como Majalah Guru en 1923. Esta revista permitió la discusión de cuestiones socioeconómicas y políticas más amplias, estableciéndose como una de las influencias en el desarrollo del nacionalismo malayo.

#### Sociedades de autoayuda
Diversas sociedades de autoayuda como la Compañía Maharani en Muar, Johor y la Serikat Pembaikan Hidup (Sociedad para la Mejora de la Vida) organizada por Mohamad Eunos Abdullah de la Kesatuan Melayu Singapura (Unión Malaya de Singapur) establecieron cooperativas y comunas para mejorar las condiciones socioeconómicas de los campesinos y pequeños propietarios malayos. También utilizaron periódicos y revistas como Perjumpaan Melayu (Convergencia Malaya) publicada por la Maharani Company para difundir ideas y fomentar el discurso sobre temas relacionados con las condiciones sociales, políticas y económicas del pueblo malayo.

### Primeras organizaciones políticas

#### Unión Malaya
La Unión Malaya (Kesatuan Melayu) fue establecida en 1926 por Mohamad Eunos Abdullah, Tengku Kadir Ali y Ambo Sooloh con el objetivo de aumentar el papel de los malayos en la vida pública, defender los intereses malayos ante las autoridades coloniales y promover la educación superior y técnica para los malayos. Eunos fue un juez de paz, miembro de la Junta Asesora Musulmana creada por la administración colonial durante la Primera Guerra Mundial y miembro del Consejo Municipal de Singapur. Como presidente de la Unión Malaya, se convirtió en el primer miembro malayo del Consejo Legislativo de los Asentamientos de los Estrechos. Una de las primeras causas defendidas por la Unión Malaya fue la solicitud de tierras para un asentamiento malayo. La solicitud fue concedida y se destinó una suma de $ 700 000 para que la Unión Malaya comprara y desarrollara la tierra. Este asentamiento ha evolucionado y ahora forma parte del vecindario Eunos en Singapur.
La Unión Malaya también fue el catalizador para la creación de organizaciones similares en otros estados de la Malasia británica, como la Asociación Malaya de Penang (fundada en 1927) y la Asociación Malaya de Perak (fundada en 1937). Entre las personas asociadas con la Unión Malaya se encuentra el primer presidente de Singapur, Yusof Ishak. Esta organización sobrevivió a la Segunda Guerra Mundial y formó una coalición política con la Organización Nacional de los Malayos Unidos y la Asociación China de Malasia para formar el Partido de la Alianza de Singapur. Sin embargo, finalmente desapareció tras las derrotas electorales de la Alianza en las elecciones legislativas de 1955 en Singapur.

#### Partido Comunista de Malasia
El primer partido político organizado con una perspectiva pan-malaya fue el Partido Comunista de Malasia (PCM), establecido en 1930. Este se creó originalmente como una rama de la Comintern supervisada por la Oficina del Lejano Oriente del Partido Comunista Chino en 1926, entonces conocido como el Partido Comunista de los Mares del Sur. El fraterno Partido Comunista de Indonesia (establecido en 1924) fue forzado a operar en la clandestinidad y en el exilio debido a su fallida revuelta en 1926, lo que resultó en que el PCM estuviera dominado exclusivamente por personas de ascendencia china . Se hicieron esfuerzos para establecer una representación más amplia, especialmente en las conferencias representativas de 1935 entre el PCM y la Unión General del Trabajo, así como el establecimiento de contacto con células comunistas en Siam y las Indias Orientales Neerlandesas en 1936. No obstante, el partido permaneció como una organización predominantemente china en composición hasta la ocupación japonesa de Malasia, que vio una mayor participación de personas de otras etnias.

#### Unión Malaya de Jóvenes
La Unión Malaya de Jóvenes (KMM; Kesatuan Melayu Muda) fue establecida en Kuala Lumpur en 1938 bajo el liderazgo de Ibrahim Yaacob. Aunque registrada como una organización social para mejorar la juventud malaya en deportes, educación, agricultura, salud y otras actividades recreativas, el objetivo principal de la KMM era luchar por la independencia política de todos los estados malayos frente a Gran Bretaña y oponerse al imperialismo británico.
Aunque obtuvo un apoyo significativo de la comunidad malaya en general, la KMM no logró el respaldo de los aristócratas y burócratas malayos, y en vísperas de la invasión japonesa de Malasia, más de 100 miembros fueron arrestados por las autoridades por colaboración.
Todos fueron liberados tras la caída de Singapur en febrero de 1942. El 14 de enero de 1942, una delegación de la KMM liderada por el vicepresidente, Mustapha Hussain, se reunió con las autoridades japonesas para negociar la independencia de Malaya. Las autoridades japonesas, en cambio, disolvieron la KMM y establecieron la milicia Pembela Tanah Ayer (también conocida como Malai Giyu Gun o por su acrónimo en malayo PETA) en su lugar.
La mayoría de los que se unieron a PETA también formaban parte de la Liga Juvenil Subterránea de la KMM, que continuó luchando por una Malaya independiente, y algunos colaboraron con el Ejército Antijaponés del Pueblo Malayo patrocinado por el PCM y otras unidades guerrilleras antijaponesas como Force 136 y Wataniah.
Con la Rendición de Japón en agosto de 1945, antiguos cuadros de la KMM formaron el núcleo de los movimientos políticos emergentes como el Partido Nacionalista Malayo, Angkatan Pemuda Insaf y Angkatan Wanita Sedar.

## Condiciones políticas
El partido político predominante de Malasia, la United Malays National Organisation (UMNO; Organización Nacional de los Malayos Unidos), mantuvo el poder en la coalición conocida como Barisan Nasional (anteriormente la Alianza) junto con otros partidos desde la independencia de la Federación Malaya en 1957 hasta 2018. En 1973, una alianza de partidos basados en comunidades fue reemplazada por una coalición más amplia, la Barisan Nasional, compuesta por catorce partidos. Hoy, dicha coalición tiene tres miembros destacados: la UMNO, la Malaysian Chinese Association (MCA; Asociación China de Malasia) y la Malaysian Indian Congress (MIC; Congreso Indio de Malasia). El actual primer ministro pertenece a la Pakatan Harapan, quien es un exlíder de la UMNO, marcando la primera vez que el cargo es ocupado por un miembro de un partido no perteneciente a la UMNO.
Además de la UMNO y otros partidos miembros del Barisan Nasional, tres partidos principales (y varios partidos menores) compiten en las elecciones nacionales y estatales en Malasia. Los tres partidos de oposición más competitivos son el Parti Islam se-Malaysia (PAS; Partido Islámico de Malasia) y la coalición Barisan Nasional. El PAS promueve una agenda política más islamista, mientras que la coalición Barisan Nasional es bastante crítica con el gobierno actual desde las elecciones generales de mayo de 2018.
A diferencia de algunos países cercanos a Malasia, como Tailandia o Indonesia, las fuerzas armadas no tienen un papel prominente en la política.
El proceso político en Malasia de 1957 a 2018 generalmente se ha descrito como una forma de consociativismo donde «los intereses comunales se resuelven en el marco de una gran coalición». El Poder Ejecutivo se describe como tendiente a dominar la actividad política, con la oficina del primer ministro en posición de presidir «un conjunto extenso y en constante crecimiento de poderes para actuar contra individuos u organizaciones» y «facilitar oportunidades de negocio». Los críticos del Gobierno en el poder generalmente coinciden en que, aunque el autoritarismo en Malasia precedió a la administración de Mahathir Mohamad, fue él quien «avanzó sustancialmente el proceso». Los estudiosos legales han sugerido que la «ecuación para la armonía religiosa y racial» es bastante frágil, y que esta «fragilidad proviene en gran parte de la identificación de la religión con la raza, junto con la primacía política del pueblo malayo que choca con las aspiraciones de otras razas por una igualdad completa».
Durante los mandatos del Dr. Mahathir Mohamad como cuarto primer ministro de Malasia, se realizaron muchas enmiendas constitucionales. Por ejemplo, el Senado solo podía retrasar la entrada en vigor de un proyecto de ley y el monarca ya no tenía poderes de veto sobre los proyectos de ley propuestos. Además, los 26 senadores estatales ya no eran la mayoría, ya que otros 44 senadores fueron nombrados por el rey bajo el consejo del primer ministro. Las enmiendas también limitaron los poderes del Poder Judicial a lo que el parlamento les otorga.
A principios de septiembre de 1998, el primer ministro Mahathir destituyó al vice primer ministro Anwar Ibrahim y lo acusó de conducta inmoral y corrupta. Anwar afirmó que su destitución se debía a diferencias políticas y lideró una serie de manifestaciones abogando por reformas políticas. Más tarde, en septiembre, Anwar fue arrestado, golpeado mientras estaba en prisión (por, entre otros, el jefe de policía de la época) y acusado de prácticas corruptas, tanto en contextos legales como morales, incluyendo cargos por obstrucción de la justicia y sodomía. En abril de 1999, fue condenado por cuatro cargos de corrupción y sentenciado a seis años de prisión. En agosto de 2000, Anwar fue condenado por un cargo de sodomía y sentenciado a nueve años consecutivos tras su sentencia anterior de seis años. Ambos juicios fueron considerados injustos por observadores nacionales e internacionales. La condena de Anwar por sodomía ha sido posteriormente anulada y, habiendo cumplido su sentencia de seis años por corrupción, fue liberado de prisión. En las elecciones federales de noviembre de 1999, la Barisan Nasional volvió al poder con tres cuartos de los escaños parlamentarios, pero los escaños de la UMNO cayeron de 94 a 72. La oposición, la coalición Barisan Alternatif, liderada por el PAS, aumentó sus escaños a 42. PAS mantuvo el control del estado de Kelantan y ganó el estado adicional de Terengganu.

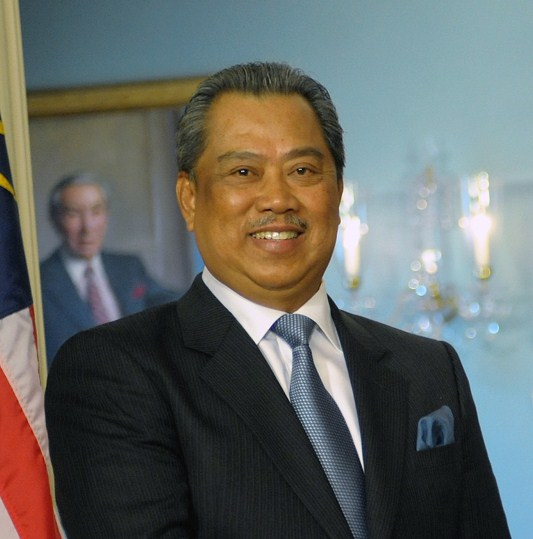
Ex primer ministro de Malasia, Muhyiddin Yassin.

El antiguo sexto primer ministro de Malasia fue Dato' Seri Mohd. Najib bin Tun Haji Abdul Razak. Tomó posesión tras la jubilación de Dato' Seri Abdullah Ahmad Badawi (coloquialmente conocido como Pak Lah) en abril de 2009. Mahathir Mohamad asumió el cargo de primer ministro bajo el nuevo Gobierno de Pakatan Harapan el 10 de mayo de 2018.
En las elecciones federales de marzo de 2004, Dato' Seri Abdullah Ahmad Badawi lideró a Barisan Nasional hacia una victoria aplastante, en la que Barisan Nasional recuperó el estado de Terengganu. La coalición controló el 92 % de los escaños en el Parlamento. En 2005, Mahathir afirmó que:

Creo que el país debería tener un gobierno fuerte pero no demasiado fuerte. Una mayoría de dos tercios como la que disfruté cuando era primer ministro es suficiente, pero una mayoría del 90 % es demasiado fuerte... Necesitamos una oposición que nos recuerde si estamos cometiendo errores. Cuando no hay oposición, piensas que todo lo que haces está bien.

Los medios nacionales están en gran parte controlados por el Gobierno y por los partidos políticos en la coalición gobernante Barisan Nasional, y la oposición tiene poco acceso a los medios. Los medios impresos están controlados por el Gobierno a través del requisito de obtener licencias de publicación anuales bajo la Ley de Imprenta y Publicaciones. En 2007, una agencia gubernamental –la Comisión de Comunicaciones y Multimedia de Malasia– emitió una directiva a todas las estaciones de televisión y radio privadas para que se abstuvieran de transmitir discursos realizados por líderes de la oposición.
La ideología estatal oficial es el Rukun Negara, que ha sido descrito como fomentando «el respeto por una sociedad pluralista, multireligiosa y multicultural», pero los politólogos han argumentado que el lema de Bangsa, Agama, Negara (raza, religión, nación) utilizado por la UMNO constituye también una ideología no oficial. Ambas ideologías han «generalmente sido utilizadas para reforzar una ideología política conservadora, centrada en los malayos».
El poder ejecutivo recae en el Gabinete liderado por el primer ministro; la Constitución de Malasia estipula que el primer ministro debe ser miembro de la Cámara Baja del Parlamento que, en opinión del Yang di-Pertuan Agong, tenga la mayoría en el Parlamento. El Gabinete se elige entre los miembros de ambas cámaras del Parlamento y es responsable ante ese cuerpo.
En los últimos años, la antigua oposición, ahora Gobierno, ha estado haciendo campaña por elecciones más libres y justas dentro de Malasia. El 10 de noviembre de 2007, una manifestación masiva, llamada la manifestación BERSIH de 2007, tuvo lugar en la plaza Merdeka (Kuala Lumpur) a las 3 de la tarde para exigir elecciones limpias y justas. La manifestación fue organizada por BERSIH, una coalición que comprende partidos políticos y grupos de la sociedad civil (ONG), y atrajo a partidarios de todo el país.
El 11 de noviembre, el Gobierno malayo detuvo brevemente al líder de facto de la oposición Anwar Ibrahim el martes y arrestó a un abogado de derechos humanos y alrededor de una docena de líderes de la oposición, en medio de crecientes quejas de que el Gobierno estaba reprimiendo la disidencia. Docenas de policías bloquearon la entrada principal al edificio del parlamento en Kuala Lumpur para frustrar una manifestación liderada por la oposición. La manifestación se llevó a cabo junto con el intento de presentar una nota de protesta al Parlamento sobre un plan respaldado por el Gobierno para enmendar una ley que extendería el mandato del jefe de la Comisión Electoral, a quien la oposición considera sesgado.
El Gobierno malayo intensificó los esfuerzos el 6 de marzo de 2008 para retratar a la figura de la oposición Anwar Ibrahim como un oportunista político, días antes de las elecciones federales del 8 de marzo de 2008 porque representaba una amenaza legítima para la coalición gobernante. La campaña terminó el 7 de marzo de 2008 para las elecciones generales que podrían haber visto avances para la oposición de Malasia en medio de la ira por cuestiones de raza y religión entre las minorías chinas e indias. Los malayos votaron el 8 de marzo de 2008 en las elecciones parlamentarias. Los resultados electorales mostraron que el Gobierno sufrió un revés al no obtener la mayoría de dos tercios en el parlamento, y cinco de las 12 legislaturas estatales fueron ganadas por los partidos de oposición. Las razones del revés del partido gobernante, que ha mantenido el poder desde que la nación declaró la independencia en 1957, fueron el aumento de la inflación, el crimen y las tensiones étnicas.
El año 2018 marca la primera vez desde la independencia en 1957 que un partido no perteneciente a la UMNO, es decir, la Pakatan Harapan, formó el gobierno federal. El líder de la Pakatan Harapan Anwar Ibrahim fue entonces liberado tras recibir un indulto real del rey y fue designado para asumir el cargo de primer ministro después de Mahathir Mohamad. Sin embargo, las cosas no salieron bien y la administración de la Pakatan Harapan, de 22 meses de antigüedad, cayó en marzo de 2020 durante la crisis política de ese año, habiendo perdido la mayoría de escaños requerida para mantener el poder como Gobierno. Fueron entonces reemplazados por el Gobierno de Perikatan Nasional, con Muhyiddin como primer ministro. Sin embargo, el primer ministro Muhyiddin Yassin renunció después de 17 meses en el cargo.
El 21 de agosto de 2021, Ismail Sabri Yaakob juró como el noveno primer ministro del país. El nuevo primer ministro era un político veterano de la UMNO.
En las elecciones federales de noviembre de 2022, la coalición Pakatan Harapan del líder de la oposición Anwar Ibrahim ganó 82 escaños y la Perikatan Nasional del ex primer ministro Muhyiddin Yassin obtuvo 73 escaños. La coalición gobernante Barisan Nasional del primer ministro Ismail Sabri Yaakob fue la mayor perdedora, asegurando solo 30 escaños en el parlamento de 222 miembros. El 24 de noviembre de 2022, Anwar Ibrahim juró como el décimo primer ministro.

## Monarquía
El monarca de Malasia es el Yang di-Pertuan Agong, comúnmente conocido como el rey supremo de Malasia. Malasia es una monarquía constitucional electiva, donde el Yang di-Pertuan Agong es elegido por un mandato de cinco años entre los nueve sultanes de los estados malayos. Los otros cuatro estados que no tienen reyes monárquicos están dirigidos por gobernadores. Los nueve sultanes y los cuatro gobernadores juntos forman la Conferencia de Gobernantes, que elige al Yang di-Pertuan Agong. Hasta la fecha, el cargo ha seguido, por acuerdo informal, una rotación sistemática entre los nueve sultanes; el orden originalmente se basaba en la antigüedad.
De acuerdo con la Constitución Federal de Malasia, el Yang di-Pertuan Agong es considerado el Jefe Supremo de la Federación (artículo 32). Como jefe constitucional, el Yang di-Pertuan Agong debe actuar siguiendo el consejo del primer ministro (artículo 40). El Yang di-Pertuan Agong o rey monarca tiene básicamente tres amplios poderes conferidos (Jeong, 2012):
- El poder de actuar según el consejo del primer ministro, el Gabinete y la Conferencia de Gobernantes (artículos 32, 38, 40).
- El poder de ejercer según su discreción (sin el consentimiento o la influencia de ninguna otra autoridad).
- El poder de otorgar indultos, aplazamientos y suspensiones, o de conmutar, suspender o reducir sentencias, según la cláusula 12 del artículo 42.

El Yang di-Pertuan Agong es también el Comandante Supremo de las Fuerzas Armadas (es decir, policía, ejército) en la Federación de Malasia (artículo 41) y el jefe de la fe islámica en Malasia.

## Sistema de gobierno
Malasia es una federación de 13 estados y 3 territorios federales. El sistema de gobierno en Malasia está estrechamente modelado en el sistema parlamentario de Westminster, un legado del gobierno colonial británico. Sin embargo, en la práctica, el poder está más concentrado en el Poder Ejecutivo que en el Legislativo, y el Poder Judicial ha sido debilitado por ataques sostenidos del Gobierno durante la era de Mahathir. Las elecciones parlamentarias se celebran al menos cada cinco años, generalmente concurrentes con las elecciones estatales para las asambleas estatales, excepto en Sabah (hasta 2004) y Sarawak.

## Poderes del gobierno federal

### Poder Legislativo

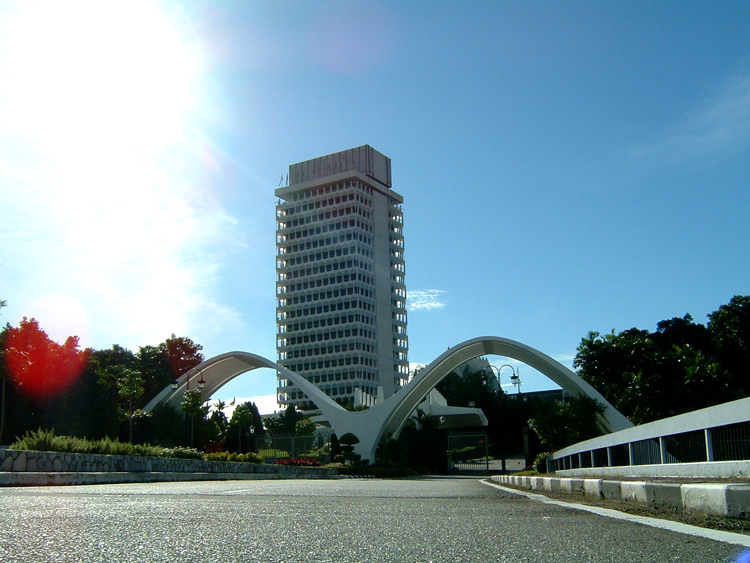
El edificio del Parlamento en Kuala Lumpur.

El Poder Legislativo se divide entre los legisladores federales y estatales. El Parlamento bicameral consta de la Cámara Baja, la Cámara de Representantes o Dewan Rakyat y la Cámara Alta, el Senado o Dewan Negara. Los setenta miembros del Senado ocupan sus cargos por períodos de tres años (hasta un máximo de dos períodos); veintiséis son elegidos por las trece Asambleas Estatales, y cuarenta y cuatro son nombrados por el rey bajo el consejo del primer ministro. Los 222 miembros de la Dewan Rakyat son elegidos en distritos uninominales por sufragio universal adulto. El Parlamento tiene un mandato máximo de cinco años por ley. El rey puede disolver el Parlamento en cualquier momento, generalmente siguiendo el consejo del primer ministro. Las elecciones federales deben celebrarse dentro de los sesenta días posteriores a la disolución del Parlamento. En la práctica, esto ha significado que las elecciones se han celebrado cada tres a cinco años a discreción del primer ministro.
Malasia tiene dos fuentes de derecho. La Constitución nacional, la ley suprema de la nación, puede ser enmendada por una mayoría de dos tercios en el Parlamento (desde su formación, el BN nunca ha carecido de los dos tercios necesarios hasta las elecciones generales del 8 de marzo de 2008). La segunda fuente de derecho es la sharía (ley islámica), que se aplica solo a los musulmanes. El gobierno federal tiene poca injerencia en la administración de la sharía; corresponde a los estados implementar la ley islámica, y las interpretaciones varían de un estado a otro. El Parlamento sigue un sistema multipartidista y el cuerpo gobernante es elegido a través de un sistema de escrutinio mayoritario uninominal.

### Poder Ejecutivo
El Poder Ejecutivo recae en el Gabinete liderado por el primer ministro; la Constitución malaya estipula que el primer ministro debe ser miembro de la Cámara Baja del Parlamento que, en opinión del Yang di-Pertuan Agong, tenga la mayoría en el parlamento. El Gabinete se elige entre los miembros de ambas cámaras del Parlamento y es responsable ante ese cuerpo.
El Poder Ejecutivo del Gobierno está compuesto por el primer ministro como jefe del gobierno, seguido por los diversos ministros del Gabinete. Formula diversas políticas socioeconómicas y planes de desarrollo para el desarrollo del país en su conjunto. El Ejecutivo tiene el poder y la autoridad para generar ingresos a través de la recaudación de diversos impuestos, tasas, multas, citaciones, derechos aduaneros y tarifas, entre otros, del público en general.

### Poder Judicial

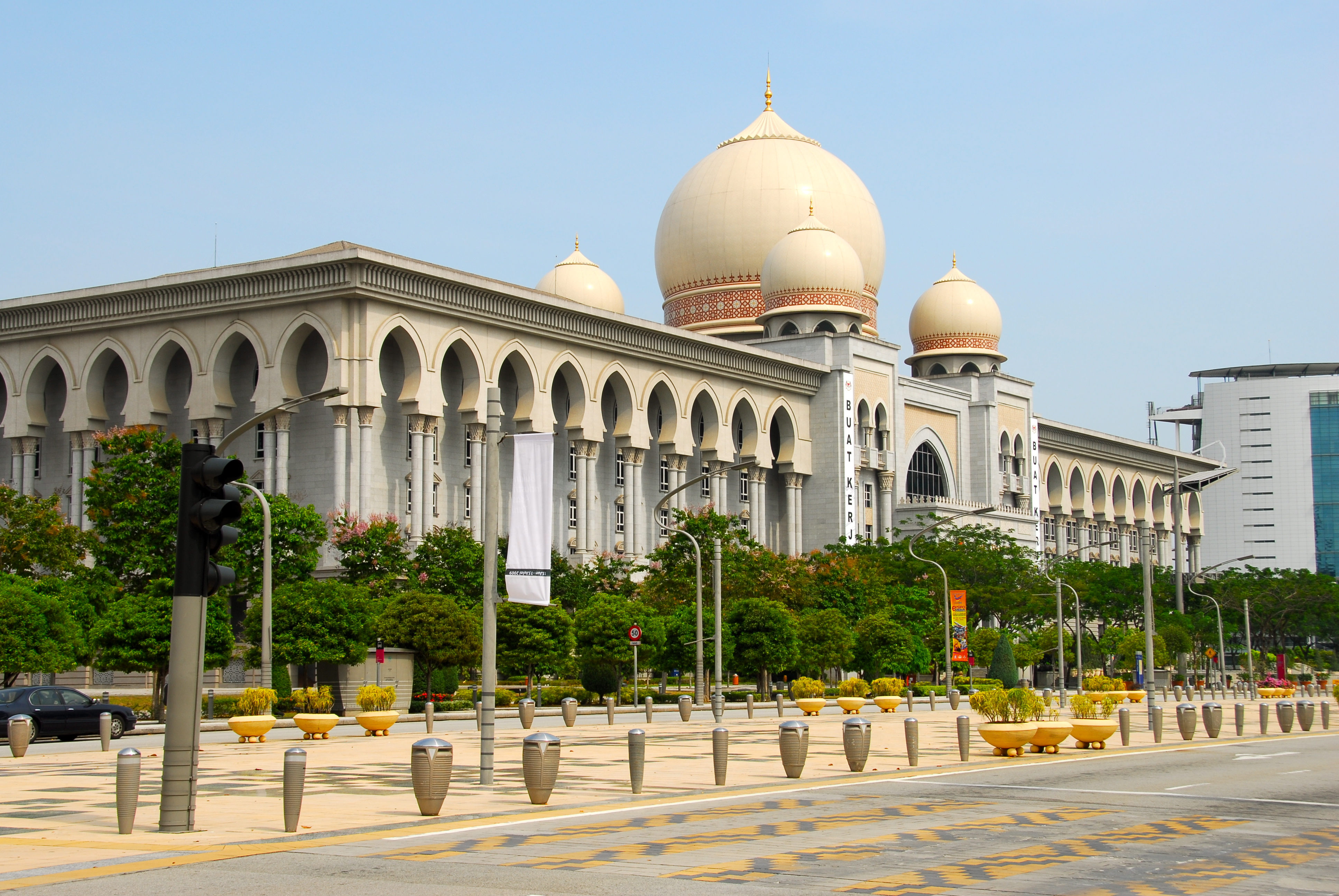
El Palacio de Justicia en Putrajaya, que alberga la Corte de Apelación y la Corte Federal.

El Poder Judicial es teóricamente independiente del Ejecutivo y del Legislativo, aunque los partidarios del gobierno ocupan muchos cargos judiciales. La corte más alta en el sistema judicial es la Corte Federal, seguida por la Corte de Apelación, y dos Cortes Supremas, una para Malasia Peninsular y otra para Malasia Oriental. Los tribunales subordinados en cada una de estas jurisdicciones incluyen las Cortes de Sesiones, las Cortes de Magistrados y las Cortes para Niños. Malasia también tiene una Corte Especial para escuchar casos presentados por o contra la realeza.
La Corte Especial fue establecida en 1993 para escuchar casos presentados por o contra cualquier gobernante. Antes de su establecimiento, los gobernantes eran inmunes a cualquier procedimiento iniciado contra ellos en su capacidad personal. Los gobernantes incluyen al Yang di-Pertuan Agong (el monarca electo) y los jefes de Estado de los estados componentes de Malasia.
Aparte de las cortes civiles están las Cortes de Sharía, que deciden sobre casos que involucran a musulmanes malasios. Estas cortes funcionan en paralelo al sistema judicial normal y están en proceso de reformas que incluyen el nombramiento, por primera vez, de juezas mujeres. Existe un debate en Malasia sobre si el país debería ser secular o islámico. Algunos gobiernos estatales controlados por el Partido Islámico de Malasia (PAS), incluido el de Terengganu, han aprobado leyes islámicas, pero estas no han entrado en vigor debido a la oposición del gobierno federal.

## Sistema legal
El sistema legal de Malasia se basa en el derecho común inglés, junto con un sistema de cortes de Sharía para los musulmanes malasios. La Corte Federal revisa las decisiones remitidas desde la Corte de Apelaciones; tiene jurisdicción original en asuntos constitucionales y en disputas entre estados o entre el gobierno federal y un estado. Malasia Peninsular y los estados de Malasia Oriental de Sabah y Sarawak tienen cada uno una corte superior. El gobierno federal tiene autoridad sobre asuntos externos, defensa, seguridad interna, justicia (excepto casos de derecho civil entre malayos u otros musulmanes y otros pueblos indígenas, adjudicados bajo la ley islámica y tradicional), ciudadanía federal, finanzas, comercio, industria, comunicaciones, transporte y otros asuntos.

## Gobiernos estatales
Cada estado tiene una cámara legislativa estatal unicameral (Dewan Undangan Negeri) cuyos miembros son elegidos en circunscripciones uninominales. Los gobiernos estatales están liderados por ministros principales (Menteri Besar en los estados malayos o Ketua Menteri en los estados sin gobernantes hereditarios), que son miembros de la asamblea estatal del partido mayoritario en la Dewan Undangan Negeri. Asesoran a sus respectivos sultanes o gobernadores. En cada uno de los estados con un gobernante hereditario, el ministro principal debe ser de etnia malaya, nombrado por el sultán bajo la recomendación del primer ministro. Las elecciones parlamentarias se celebran al menos cada cinco años, siendo la última elección federal en mayo de 2018. Los votantes registrados de 18 años o más pueden votar por los miembros de la Cámara de Representantes y, en la mayoría de los estados, por la Cámara legislativa estatal. El voto no es obligatorio. Aunque Malasia es un estado federal, los politólogos han sugerido que su «federalismo está altamente centralizado»:

Nuestro federalismo otorga al gobierno federal no solo la mayoría de los poderes legislativo y ejecutivo, sino también las fuentes de ingresos más importantes. Los gobiernos estatales están excluidos de los ingresos por impuestos sobre la renta, exportaciones, importaciones y derechos de aduana, y también están ampliamente restringidos de obtener préstamos internacionales. Dependen de los ingresos de bosques, tierras, minas, petróleo, la industria del entretenimiento y, finalmente, de pagos de transferencia del gobierno central.

## Participación
La etnicidad juega un papel importante en la política malasia, y muchos partidos políticos malayos están basados en etnias. La Nueva Política Económica  y la Política de Desarrollo Nacional que la reemplazó, fueron implementadas para avanzar en la posición de los Bumiputra malayos. Las políticas proporcionan un trato preferencial a los malayos sobre los no malayos en empleo, educación, becas, negocios y acceso a viviendas más baratas y ahorros asistidos. Aunque mejoran la posición económica de los malayos, son una fuente de resentimiento entre los que no pertenecen a la etnia. La política basada en la etnicidad practicada por la UMNO ha sido ampliamente criticada como racista y discriminatoria. El primer ministro Dato Sri Mohd Najib Tun Razak ha afirmado intentar cerrar las divisiones raciales a través de la iniciativa 1Malasia. Sin embargo, esto no ha ayudado mucho.
El origen de la política basada en la etnia se remonta a la independencia de Malasia del Reino Unido, que quería que todos los ciudadanos de Malasia fueran iguales tras la independencia, en lugar de un dominio de los malayos. Esto llevó a los partidos políticos de las tres etnias principales de la época, la UMNO (representando a los malayos), la MCA (representando a los chinos) y la MIC (representando a los indios), a unirse y formar el Partido de la Alianza.
Los estudiantes no pueden participar en política debido a la Ley de Universidades y Colegios Universitarios. Un mayor interés en el proceso político llevó a una desaceleración en los viajes corporativos al extranjero en anticipación de las elecciones generales en la primera mitad de 2013, donde muchos viajeros pospusieron sus viajes para asegurarse de poder emitir sus votos.
En junio de 2023, el primer ministro de Malasia, Anwar Ibrahim, enfatizó que estaba comprometido con la transición de Malasia de políticas de acción afirmativa basadas en la etnicidad a políticas basadas en las necesidades.

## Relaciones exteriores
Malasia participa en la política internacional y mantiene relaciones formales con organismos internacionales y estados extranjeros adoptando diversas políticas. La participación de Malasia en la política internacional también afecta la política interna, por ejemplo, las relaciones Israel-Malasia.